# 中国缉毒秘密战
《中国缉毒秘密战》，作者为军旅作家沉石，本书由金城出版社于2016年12月出版。（英語：Secret War: China’s Drug Enforcement Actions），作者沉石，本书由外文出版社（Foreign Languages Press）出版，于2019年3月问市。
在中华人民共和国国家禁毒办、公安部禁毒局、中国禁毒基金会及各省市公安厅的支持下，沉石老师创作出了这部兼顾纪实性与文学性的禁毒题材非虚构作品。在6月26日国际禁毒日，该书也在CCTV“读书”栏目播出。

## 电影
小说的电影版权为国金中安文化集团所有，影片邀请到第35届香港电影金像奖最佳编剧奖获得者翁子光担任编剧。目前影片正在积极筹备与拍摄中。

## 剧情
卧底侦查员在临死前带回消息，指出警队里有内奸。云南版宏地区的缉毒大队长章贵刚不得不将怀疑的目光转向内部队友，此外他发现收藏在办公室保险柜里的卧底档案被人盗窃。而缉毒警队当天的秘密任务也被毒贩提前知晓，缉毒大队的缉毒任务失败。于此同时，暗藏在军戈帮高层的神秘卧底“鸽子”仍然秘密地为章贵刚提供情报。公安局监控中心又发现了一直在干扰当地公安信息指挥系统的超级病毒缅甸翡翠。
借此情形，公安部组建了以缉毒专家王建义为总指挥的工作组，还调来了网络专家童雪童来解决网络安全隐患。在工作组的支持下，章贵刚的调查有了进展，他虽然找出了缉毒警里的内奸，但也牵扯出了案件背后的庞大毒贩势力。此时金三角的贩毒集团军戈帮吞并了另一个势力庞大的贩毒集团佤邦，王建义指挥的工作组不得不扩大行动范围，逐渐从云南辐射到全国，甚至参与到国际反毒禁毒的联合行动中，缉毒大队长章贵刚也在国外执行任务时遇到困难。
章贵刚以卧底身份在金三角、金兰湾和南美毒枭的地盘执行任务，最终在多国警方和反毒人士的支持和协助下完成侦破任务，缉获金三角地区的毒贩英敏绳，瓦解了军戈帮，打击了全球的毒品交易网络。缉毒领域的国际合作也逐步扩大和深入，以章贵刚等人为代表的中国缉毒警也获得了国际同行的认可。